# 赫尔曼纳斯·布罗克曼
赫尔曼纳斯·布罗克曼（荷蘭語：Hermanus Brockmann，1871年6月14日—1936年1月18日），荷兰男子赛艇运动员。他曾参加1900年夏季奥林匹克运动会赛艇比赛，获得男子双人单桨有舵手金牌、男子四人单桨有舵手银牌和男子八人单桨有舵手铜牌。